# Komeniologie
Komeniologie je vědní obor, který se zabývá studiem života, díla a v širším pohledu i dobovým kontextem působení Jana Amose Komenského. Jeho hlavní výsledky jsou prezentovány ve vědeckých publikacích (odborné studie, monografie, edice Komenského spisů, kritické výstavní katalogy) a na konferencích, přičemž zvláštní postavení zde zaujímají tzv. Komeniologická kolokvia, která se od 70. let 20. století konají v Muzeu Jana Amose Komenského v Uherském Brodě. Komeniologii nelze striktně zahrnout pod jednu konkrétní vědní disciplínu, je spíše polem, na kterém se setkávají teologie, historie, filozofie, jazykověda, pedagogika a další obory. Tento stav odráží šíři Komenského zájmů a témat, jimž věnoval svá díla.
Za prvního komeniologa, kterému nelze upřít vědecké ambice, je považován slovenský církevní historik Ján Kvačala. Za účelem podpory studia Komenského života a díla založil v roce 1910 časopis Archiv pro bádání o životě a spisech Jana Amose Komenského. V současné době je hlavním výzkumným pracovištěm zabývajícím se Komenským komeniologické oddělení Filosofického ústavu Akademie věd České republiky, které vydává mezinárodní periodikum Acta Comeniana a od roku 1969 ediční řadu Dílo Jana Amose Komenského (zatím poslední svazek č. 19/II z roku 2022 zpřístupňuje první část Komenského zásadního a nejrozsáhlejšího díla, Obecné porady o nápravě věcí lidských). Vědecký zájem a popularizaci v přístupu ke komeniologii se snaží propojit Muzeum Jana Amose Komenského v Uherském Brodě, jehož hlavní stálá expozice (od roku 2022 pod názvem Na jevišti světa. Jan Amos Komenský a jeho doba) je tomuto rodákovi z jihovýchodní Moravy věnována. Část odborné knihovny muzea zaujímá fond komenian a moderní literatury o J. A. Komenském a jeho době, který slouží studijním účelům. Od 70. let 20. století uherskobrodské muzeum vydává časopis Studia Comeniana et Historica. Významné sbírky komenian, včetně řady různých vydání Komenského mapy Moravy, uchovává Muzeum Komenského v Přerově. Zejména pedagogickou složku Komenského života a díla sleduje Pedagogické muzeum J. A. Komenského v Praze, které má k dispozici také významnou oborovou knihovnu. V zahraničí působí významné obce komeniologů v Německu (Die deutsche Comeniusgesellschaft založená archivářem Ludwigem Kellerem v Berlíně již v roce 1891, vydává periodikum Comenius-Jahrbuch) a v Japonsku.